# Voleibol de praia nos Jogos Pan-Americanos
O voleibol de praia faz parte do programa esportivo dos Jogos Pan-Americanos desde a edição de 1999, realizada em Winnipeg, no Canadá. Os primeiros campeões dessa modalidade foram os canadenses Jody Holden e Conrad Leinemann, no masculino, e as brasileiras Adriana Behar e Shelda Bedê, no feminino.

## Quadro de medalhas

### Masculino
| Ordem | País           | Medalha de ouro | Medalha de prata | Medalha de bronze | Total |
| ----- | -------------- | --------------- | ---------------- | ----------------- | ----- |
| 1     | Brasil         | 3               | 3                | 1                 | 7     |
| 2     | México         | 1               | 1                | 0                 | 2     |
| 3     | Cuba           | 1               | 1                | 2                 | 4     |
| 4     | Canadá         | 1               | 0                | 0                 | 1     |
| 5     | Chile          | 1               | 0                | 1                 | 2     |
| 6     | Estados Unidos | 0               | 1                | 0                 | 1     |
| 7     | Venezuela      | 0               | 1                | 0                 | 1     |
| 8     | Argentina      | 0               | 0                | 2                 | 2     |
| 9     | Porto Rico     | 0               | 0                | 1                 | 1     |

### Feminino
| Ordem | País           | Medalha de ouro | Medalha de prata | Medalha de bronze | Total |
| ----- | -------------- | --------------- | ---------------- | ----------------- | ----- |
| 1     | Brasil         | 4               | 0                | 3                 | 7     |
| 2     | Cuba           | 1               | 2                | 0                 | 3     |
| 3     | Argentina      | 1               | 1                | 0                 | 2     |
| 4     | Estados Unidos | 1               | 1                | 1                 | 3     |
| 5     | Canadá         | 0               | 1                | 0                 | 1     |
| 6     | México         | 0               | 2                | 2                 | 4     |
| 7     | Porto Rico     | 0               | 0                | 1                 | 1     |